# علاء الدين وملك اللصوص
علاء الدين وملك اللصوص (بالإنجليزية: Aladdin and the King of Thieves)‏ هو فيلم الرسوم المتحركة أمريكي صدر عام 1996 وهي تكملة لفيلم الرسوم المتحركة علاء الدين الذي صدر عام 1992 وفيلم عودة جعفر الذي صدر عام 1994.
عاد روبن ويليامز إلى صوت الجني بعد ديزني اعتذر عن استخدام شبيهه في الترويج للفيلم علاء الدين الأصلي (ويليامز يعتقد ديزني انتهكت شروط عقده. وكان دان كاستيلانيتا سجلت فعلا كل حوار الجني لهذا الفيلم، كما فعل مع تتمة السابقة بسبب وجود خلافات مع ويليامز من إنتاج شركة ديزني، ولكن لم يستخدم جلسة له التسجيل عندما سدد روبن وليامز وافقت على تكرار دوره.
حقق هذا الفيلم 186 مليون دولار، مما يجعلها رابع أعلى الإطلاق مباشرة إلى فيديو فيلم رسوم متحركة من كل وقت. في عام 2005، وكان الفيلم إعادة المفرج عنها دي في دي طبعة خاصة، مع استعادة الصورة رقميا ورمستر الصوت. وتابع دي في دي العودة إلى المدفن ديزني إلى جانب فيلمين آخرين في سلسلة في كانون الثاني 2008 [1].
الفيلم مستوحى من قصة علي بابا والأربعون لصا من ليلة وليلة 1001، ليحل محل علي بابا مع علاء الدين، وللمرة الأولى منذ علاء الدين الأصلي، والفيلم يحتوي على تسجيل صوتي جديد تماما بدلا من الموسيقى ترتيبها من الأصلي

## الأصوات العربية
- فيصل خورشيد (جيني)
- ايهاب فهمي (علاء الدين - حوار)
- هشام نور (علاء الدين - غناء)
- منى زكي (ياسمين - حوار)
- داليا (ياسمين - غناء)
- رشوان سعيد (قاسم - حوار)
- عبدالوهاب السيد (قاسم - غناء)
- حسن حسين (السلطان)
- سعيد الصالح (صعلوك)
- ياسر شعبان (بدار - غناء)
- عادل خلف (عجوه)
- صفاء الطوخي (العرافة)
- محمد الشرشبي (غزال)
- سمير البنا (تيمور)
- محمد الطوخي (حكيم)

## وصلات خارجية
- علاء الدين وملك اللصوص على موقع IMDb (الإنجليزية)
- علاء الدين وملك اللصوص على موقع روتن توميتوز (الإنجليزية)
- علاء الدين وملك اللصوص على موقع نتفليكس (الإنجليزية)
- علاء الدين وملك اللصوص على موقع ألو سيني (الفرنسية)
- علاء الدين وملك اللصوص على موقع Turner Classic Movies (الإنجليزية)
- علاء الدين وملك اللصوص على موقع أول موفي (الإنجليزية)
- علاء الدين وملك اللصوص على موقع فيلمافينيتي (الإسبانية)
- علاء الدين وملك اللصوص على موقع قاعدة بيانات الأفلام السويدية (السويدية)
- علاء الدين وملك اللصوص على موقع قاعدة بيانات الفيلم (الإنجليزية)
- علاء الدين وملك اللصوص على موقع ليتربوكسد (الإنجليزية)